# Bruna Tenório
Bruna Tenório (Maceió, 27 de junho de 1989) é uma modelo brasileira que desde criança esteve ligada ao mundo fashion e sempre sonhou com a carreira de modelo. Passou a infância acompanhando o trabalho de costureira da mãe em Maceió, folheava as revistas de moda no atelier e fazia roupas para suas bonecas com os retalhos de tecido. Hoje figura entre as tops brasileiras no mundo da moda.
Atualmente, a top é representada pela Rock Managament, agência de seu booker de confiança, Clóvis Pessoa.

## Carreira
Bruna começou sua carreira desfilando em Maceió e participando de seletivas para grandes agências do sudeste. Depois de várias negativas, já aos 16 anos, resolveu desistir do sonho de modelo para prestar vestibular de jornalismo. Já com outro foco, Bruna foi vista por um olheiro de São Paulo, que passava férias em Alagoas, sendo convidada então para tentar a carreira no centro nacional da moda. Durante seis meses na capital paulista ela já havia fechado uma temporada em Hong Kong, além de seu primeiro contrato com uma agência de Nova Iorque.
O sucesso de Bruna nas passarelas foi imediato, já em seu primeiro São Paulo Fashion Week (2006), ela desfilou para 27, das 38 marcas presentes. Recebendo então o título de modelo revelação da temporada brasileira. O sucesso se repetiu em sua estreia na temporada onde desfilou para grifes como: Versace, Marc Jacobs, Yves Saint Laurent, Burberry, Dolce & Gabbana. Ganhando também o posto de garota-fitting, ou seja: todas as modelos que desfilaram na passarela precisavam ter as medidas exatas de Bruna.
Bruna foi modelo revelação de todos os Fashion Weeks da temporada verão 2007. Dos quase 100 shows entre Paris, Milão e Nova Iorque, fez o desfile de John Galliano, Benetton, Karl Lagerfeld, Chanel, Christian Dior, Louis Vuitton, Hermès, Givenchy, Dolce & Gabbana, Versace e Armani. Em meados de 2007, fechou contrato por dois anos com a Shiseido. Após desfilar para Chanel, Karl Lagerfeld, diretor criativo da marca, a convidou para estampar o lookbook de alta-costura de verão em Paris. Os cliques foram do próprio Lagerfeld.
Na temporada de inverno de 2011, depois de desfilar em Nova York para Marc Jacobs, recebeu o convite especial do próprio estilista para desfilar, com exclusividade, em Paris para a Louis Vuitton. No mesmo ano, o estilista Ralph Lauren também convidou Bruna para fechar seu desfile e foi além dizendo que a brasileira era sua muda inspiradora.
Em 2014, ganhou o posto de fitting girl da Dolce & Gabbana, ou seja, virou a modelo que a grife usa para finalizar sua coleção obrigando todas as outras modelos que desfilam na passarela a ter as medidas exatas dela. No mesmo ano Bruna entrou para a lista do  FFW dos 50 brasileiros mais "estilosos" da moda.
Bruna tem em seu currículo vários contratos importantes com as maiores grifes do mundo, como: Kenzo, D&G, YSL, L'Oréal, Wera Wang, ShuUemura e GAP. Com a marca japonesa Shiseido, assinou um contrato de exclusividade por quatro anos. Também fez trabalhos exclusivos para Ralph Lauren, MAC, Ana Sui, Saks Fifth Avenue e St. John. Pela Ralph Lauren tem a mais recente campanha pré-spring das linhas Black e Blue Label da Cruise Collection, além de inspirar uma das coleções da marca.
Bruna já estampou as páginas das maiores revistas do mundo. Entre elas estão: Vogue Brasil (clicada pelo renomado fotógrafo Jacques Dekequer), Elle Brasil (capa e editorial diversas vezes), Elle Vietnan (capa e editorial - junho 2012), Elle China (capa e editorial), Revista Flair Itália (editorial de moda “Sotto Il Sole”), Vogue Itália (fotografada por Mark Seliger, com look de Roberto Cavalli), Vogue América e  Allure (para o top-fotógrafo Greg Kadel), Vogue China (para  Stephahne Coutelle), Vogue Turquia (para David Bellemere), Glamour Holanda, Glamour Italia, Glamour Brasil, Baazar Brasil, Glass Magazine, Elle Canadá,  Marie Claire Brasil, FFW Mag, Vestal Magazine, capa da revista francesa Revue des Modes, entre outras.